# Dzmitryj Šėršan'
Dzmitryj Šėršan' (in bielorusso Дзмітрый Шэршань?; 28 dicembre 1988) è un judoka bielorusso.
Nel 2016 ha partecipato ai Giochi olimpici di Rio 2016 nella categoria -66 kg, perdendo al secondo turno contro l'uzbeko Rishod Sobirov.

## Palmares
- Europei

Montpellier 2014: bronzo nei 66kg;
Tel Aviv 2018: bronzo nei 66kg.
- Campionati europei under 23

Antalya 2009: bronzo nei -66kg.

### Vittorie nel circuito IJF
| Data            | Località  | Paese               | Categoria |
| --------------- | --------- | ------------------- | --------- |
| 31 ottobre 2014 | Abu Dhabi | Emirati Arabi Uniti | Gran Slam |